# Echinopsis subdenudata
Echinopsis subdenudata  es una especie de plantas de la familia Cactaceae, endémica de Tarija en  Bolivia y Paraguay. Su cultivo se ha extendido por todo el mundo.

## Descripción
Cactus de forma globular, puede crecer solitario o emitir hijuelos casi a nivel de la base hasta formar una colonia compacta. Tiene de 8 a 12 costillas muy prominentes con areolas lanosas donde se ocultan de 3 a 7 espinas radiales y 1 central muy pequeñas (1,5 - 2 mm), en ocasiones ausentes. Flores tubulares de 15 a 22 cm de largo, fragantes de color blanco o rosa claro. Duran un solo día. Los ejemplares adultos son muy floríferos. La floración se extiende desde la primavera hasta finales del verano.

## Taxonomía
Echinopsis subdenudata fue descrita por Cárdenas y publicado en Cactus and Succulent Journal 28: 71, f. 43, 44. 1956.
Etimología
Ver: Echinopsis
subdenudata epíteto latino que significa "casi desnudas".

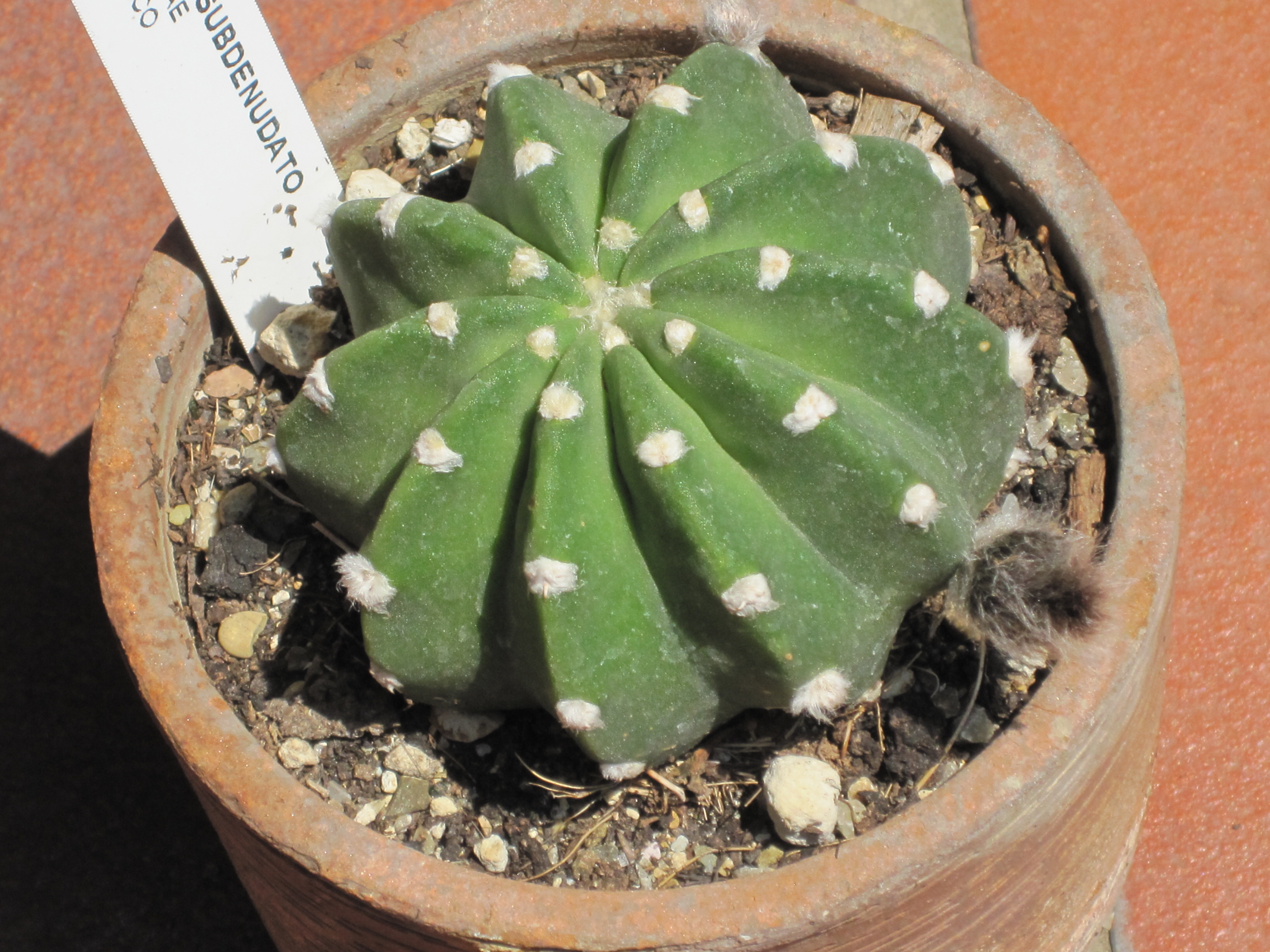
Echinopsis subdenudata